# Найцінніший гравець Джей-ліги
Найцінніший гравець Джей-ліги (яп. Jリーグアウォーズは) — нагорода, що вручається кращому гравцеві Джей-ліги в сезоні. Вручається після закінчення кожного сезону на основі голосування функціонерів Джей-ліги і вболівальників.

## Переможці
| Рік  | Футболіст           | Клуб                | Національність              | Прим.  |
| ---- | ------------------- | ------------------- | --------------------------- | ------ |
| 1993 | Кадзуйосі Міура     | Токіо Верді         | Японія                      | [ 3 ]  |
| 1994 | Луїс Карлос Перейра | Токіо Верді         | Бразилія                    |        |
| 1995 | Драган Стойкович    | Наґоя Грампус       | Союзна Республіка Югославія | [ 4 ]  |
| 1996 | Жоржиньйо           | Касіма Антлерс      | Бразилія                    |        |
| 1997 | Дунга               | Джубіло Івата       | Бразилія                    | [ 5 ]  |
| 1998 | Масасі Накаяма      | Джубіло Івата       | Японія                      | [ 6 ]  |
| 1999 | Алессандро Сантос   | Сімідзу С-Палс      | Японія                      | [ 7 ]  |
| 2000 | Сюнсуке Накамура    | Йокогама Ф. Марінос | Японія                      | [ 8 ]  |
| 2001 | Тосія Фудзіта       | Джубіло Івата       | Японія                      |        |
| 2002 | Наохіро Такахара    | Джубіло Івата       | Японія                      | [ 9 ]  |
| 2003 | Емерсон Шейх        | Урава Ред Даймондс  | Бразилія                    | [ 10 ] |
| 2004 | Юдзі Наказава       | Йокогама Ф. Марінос | Японія                      |        |
| 2005 | Араужо              | Ґамба Осака         | Бразилія                    |        |
| 2006 | Туліо               | Урава Ред Даймондс  | Японія                      | [ 11 ] |
| 2007 | Робсон Понте        | Урава Ред Даймондс  | Бразилія                    | [ 12 ] |
| 2008 | Маркіньйос          | Касіма Антлерс      | Бразилія                    | [ 13 ] |
| 2009 | Міцуо Огасавара     | Касіма Антлерс      | Японія                      | [ 14 ] |
| 2010 | Сейґо Нарадзакі     | Наґоя Грампус       | Японія                      | [ 15 ] |
| 2011 | Леандро Домінгес    | Касіва Рейсол       | Бразилія                    | [ 16 ] |
| 2012 | Хісато Сато         | Санфрече Хіросіма   | Японія                      | [ 17 ] |
| 2013 | Сюнсуке Накамура    | Йокогама Ф. Марінос | Японія                      | [ 8 ]  |
| 2014 | Ясухіто Ендо        | Ґамба Осака         | Японія                      | [ 18 ] |
| 2015 | Тосіхіро Аояма      | Санфрече Хіросіма   | Японія                      | [ 19 ] |
| 2016 | Кенго Накамура      | Кавасакі Фронтале   | Японія                      |        |
| 2017 | Ю Кобаясі           | Кавасакі Фронтале   | Японія                      |        |
| 2018 | Акіхіро Іенаґа      | Кавасакі Фронтале   | Японія                      |        |

## Переможці за клубами
| #  | Клуб                | Переможці |
| -- | ------------------- | --------- |
| 1  | Джубіло Івата       | 4         |
| 2  | Урава Ред Даймондс  | 3         |
| 2  | Касіма Антлерс      | 3         |
| 2  | Йокогама Ф. Марінос | 3         |
| 2  | Кавасакі Фронтале   | 3         |
| 6  | Токіо Верді         | 2         |
| 6  | Наґоя Грампус       | 2         |
| 6  | Ґамба Осака         | 2         |
| 6  | Санфрече Хіросіма   | 2         |
| 10 | Касіва Рейсол       | 1         |
| 10 | Сімідзу С-Палс      | 1         |